# 寺田拓哉
寺田 拓哉（てらだ たくや、 1992年3月18日 - ）は、日本の俳優、モデルである。茨城県守谷市出身。所属事務所はdifferent company。

## 人物
- ジュノン・スーパーボーイ・コンテストの最終審査では、福山雅治の「milk tea」を披露した[2]

## 来歴
- 2008年11月24日 「第21回ジュノン・スーパーボーイ・コンテスト」で審査員特別賞受賞 エントリーNo.5
- 2012年6月 日中韓で構成されたアジアグローバルユニットCROSS GENEで韓国デビュー
- 2013年3月 同グループで日本デビュー
- 2014年12月4日「第4回大韓民国韓流大賞」で国際交流大賞受賞[3]
- 2017年11月14日「平昌オリンピック聖火ランナー」57番走者[4]
- 2018年12月10日 CROSS GENEを脱退。
- 2019年1月 different companyと専属契約を締結した[1]。
- 2023年3月25日 故郷の茨城県韓国広報大使に委嘱[5]。

## 出演

### ドラマ
- サイン（2011年1月 - 3月、毎日放送）茨木飛 役
- RUN60 第4話 - 第6話（2012年4月 - 6月、毎日放送）楠野孝雄 役
- The Lover（2015年4月 - 6月、Mnet）拓哉 役
- 偶然 in Japan（2018年、楽天TV）会田武志 役

### 映画
- 愛を歌うより俺に溺れろ!（2012年8月25日公開、角川映画）鬼龍院留依 役
- RUN60－GAME OVER－（2012年6月30日公開、ユニバーサルJ）楠野孝雄 役
- ZEDD（2014年）Xi 役
- 全員、片想い - 片想いスパイラル（2016年7月2日公開、東映）ハジメ 役[6]
- ハラボ ジイチャン (2022年9月2日公開、短編映画) ナツオ 役

### 舞台
- 舞台 AMUSE produce「君の席は、僕の席」（2010年3月）合田秀樹 役[7]
- 舞台「BLACK & WHITE 悪魔のテンシ 天使のアクマ」（2010年8月 - 9月）11104・いい天使 役[8]
- ミュージカル「黒執事」〜NOAH ’S ARK CIRCUS〜（2016年11月 - 12月）アグニ 役[9]
- ALTARBOYZ（2017年8月 - 9月）ABRAHAM 役[10]
- 舞台「私のホストちゃん REBORN～絶唱！大阪ミナミ編」（2018年1月 - 2月）愛夜香 役[11]
- ALTARBOYZ（2018年8月）ABRAHAM 役[12]

### MC・バラエティ
- 出発!ドリームチーム2 (2011年6月19日, 26日、韓国KBS2) 日本代表 [13]
- 出発!ドリームチーム2 (2012年5月6日, 13日、韓国KBS2)[14]
- アブノーマル会談（2014年7月7日 - 2015年6月29日、韓国JTBC）日本代表G12
- Melon Music Awards（2014年11月13日、韓国MBC Every1）レッドカーペットMC
- 私の友達の家はどこ？（2015年、韓国JTBC）オーストラリア編・ニュージーランド編
- 韓ON! ファイティン!!（2015年、MUSIC ON! TV）MC
- Conte and the City (2015年11月13日、韓国tvN）Cameo
- サマナーズウォー征服者（2016年、韓国OGN）MC
- ヤンセチャンノテンSeason2 （2017年、韓国jtbc2）
- Video Star (2017年3月28日、韓国MBC Every1)
- TAKUYA's Tokyo Express (2017年12月29日、韓国Channel J）
- The Team Chef (2018年8月18日 - 25日、韓国JTBC）
- K Men's Paradise (2019年4月14日 - 21日、ひかりTV）
- 覆面歌王（2019年6月9日、韓国MBC）[15]
- 大韓外国人 (2019年6月12日・7月3日、韓国MBC Every1）
- 孤立楽園 (2020年3月10日、韓国KBS2）[16]
- Video Star (2020年9月29日、韓国MBC Every1) [17]
- ジェジュンJ！(2021年5月17・6月14日・8月23日、BSスカパー!)
- 韓流イケキュン！トラベル (2021年10月31日、ABCテレビ) [18]
- トーク派員25時 (2022年2月2日 - 、韓国JTBC) [19]

### ミュージックビデオ
| 公開日         | タイトル           | アーティスト        |
| -------------- | ------------------ | ------------------- |
| 2014年11月20日 | Erase              | ヒョリン & JooYoung |
| 2019年6月27日  | You Can Rely On Me | VROMANCE            |
| 2023年3月2日   | SENTIMOTION        | JT&Marcus           |

### 雑誌
| 年     | 号数   | 雜誌名                             | 備考                |
| ------ | ------ | ---------------------------------- | ------------------- |
| 2009年 | Vol.15 | Street Jack                        | 日本雜誌            |
| 2010年 | 5月    | JUNON                              | 日本雜誌            |
| 2011年 | 5月    | Vogue Girl Korea                   | 韓国雑誌            |
| 2012年 | 6月    | Vogue Girl Korea                   | 韓国雑誌            |
| 2014年 | 7月    | GanGee                             | 韓国雑誌            |
| 2014年 | 8月    | CanCam                             | 日本雜誌            |
| 2014年 | 8月    | Grazia Korea                       | 韓国雑誌            |
| 2014年 | 8月    | @star1                             | 韓国雑誌            |
| 2014年 | 9月    | Elle Korea                         | 韓国雑誌            |
| 2014年 | 9月    | Woman Sense                        | 韓国雑誌            |
| 2014年 | 9月    | Doreburn Vol. 26                   | 韓国雑誌            |
| 2014年 | 9月    | Ceci                               | 韓国雑誌            |
| 2014年 | 9月    | THE STAR                           | 韓国雑誌            |
| 2014年 | 10月   | Vogue Girl Korea                   | 韓国雑誌            |
| 2014年 | 10月   | KBS KWave                          | 韓国雑誌            |
| 2014年 | 10月   | JUNON                              | 日本雜誌            |
| 2014年 | 10月   | AB-ROAD                            | 韓国雑誌            |
| 2014年 | 10月   | Lady Kyungang                      | 韓国雑誌            |
| 2014年 | 10月   | Campus Job & Joy                   | Vol.65、 表紙モデル |
| 2014年 | 10月   | L'Officiel Homme Korea             | 韓国雑誌            |
| 2014年 | 12月   | GanGee                             | 韓国雑誌            |
| 2014年 | 12月   | THE STAR                           | 韓国雑誌            |
| 2014年 | 12月   | Grazia Korea                       | 韓国雑誌            |
| 2014年 | 12月   | Elle Korea                         | 韓国雑誌            |
| 2014年 | 12月   | Vogue Girl Korea                   | 韓国雑誌            |
| 2015年 | 2月    | Cosmopolitan Korea                 | 韓国雑誌            |
| 2015年 | 5月    | Ceci                               |                     |
| 2015年 | 8月    | InStyle Korea                      | 韓国雑誌            |
| 2015年 | 12月   | The Big Issue Korea                | NO. 120             |
| 2016年 | 7月    | The Celebrity                      | 韓国雑誌            |
| 2017年 | 2月    | Singles                            | 韓国雑誌            |
| 2017年 | 6月    | Ceci                               | 韓国雑誌            |
| 2017年 | 9月    | HaruHana                           | Vol.44、 日本雜誌   |
| 2018年 | 7月    | The Traveller                      | 韓国雑誌            |
| 2019年 | 5月    | Style Chosun                       | 韓国雑誌            |
| 2019年 | 11月   | ROU & TINI.b                       | 日本雜誌            |
| 2021年 | 8月    | SODA Special Edition Entertainment | 日本雜誌            |
| 2021年 | 12月   | SODA PLUS vol.9                    | 日本雜誌            |
| 2023年 | 6月    | JUNON                              | 日本雜誌            |

## 受賞歴
| 年度   | 式名                                       | 賞名             |
| ------ | ------------------------------------------ | ---------------- |
| 2008年 | 第21回ジュノン・スーパーボーイ・コンテスト | 審査員特別賞受賞 |
| 2014年 | 第4回大韓民国韓流大賞                      | 国際交流大賞     |